# Ollauri
Ollauri est une commune de la communauté autonome de La Rioja, en Espagne.

## Démographie
| 1900 | 1910 | 1920 | 1930 | 1940 | 1950 | 1960 | 1970 | 1981 |
| ---- | ---- | ---- | ---- | ---- | ---- | ---- | ---- | ---- |
| 865  | 706  | 617  | 613  | 551  | 515  | 450  | 378  | 310  |

| 1991 | 2001 | 2011 | - | - | - | - | - | - |
| ---- | ---- | ---- | - | - | - | - | - | - |
| 314  | 285  | 307  | - | - | - | - | - | - |

## Administration

### Conseil municipal
La ville de Ollauri comptait 291 habitants aux élections municipales du 26 mai 2019. Son conseil municipal (en espagnol : Pleno del Ayuntamiento) se compose donc de 7 élus.
| Parti | Parti                                    | Voix | %       | Élus  |
| ----- | ---------------------------------------- | ---- | ------- | ----- |
|       | Parti socialiste ouvrier espagnol (PSOE) | 158  | 80,20 % | 6 / 7 |
|       | Parti populaire (PP)                     | 39   | 19,80 % | 1 / 7 |

### Liste des maires
| Mandat    | Maire | Maire                          | Parti       |
| --------- | ----- | ------------------------------ | ----------- |
| 1979-1983 |       | Vicente López-Davalillo Maleta | Indépendant |
| 1983-1987 |       | Miguel Martínez Palacios       | PSOE        |
| 1987-1991 |       | Miguel Martínez Palacios       | PSOE        |
| 1991-1995 |       | Miguel Martínez Palacios       | PSOE        |
| 1995-1999 |       | Mª Luisa Ruiz Nanclares        | PSOE        |
| 1999-2003 |       | Mª Luisa Ruiz Nanclares        | PSOE        |
| 2003-2007 |       | Mª Luisa Ruiz Nanclares        | PSOE        |
| 2007-2011 |       | Mª Luisa Ruiz Nanclares        | PSOE        |
| 2011-2015 |       | Mª Luisa Ruiz Nanclares        | PSOE        |
| 2015-2019 |       | Miguel Martínez Orbañanos      | PSOE        |
| 2019-2023 |       | Miguel Martínez Orbañanos      | PSOE        |